# Parepigynum funingense
Parepigynum funingense är en oleanderväxtart som beskrevs av Ying Tsiang och P.T. Li. Parepigynum funingense ingår i släktet Parepigynum och familjen oleanderväxter. Inga underarter finns listade i Catalogue of Life.